# Opecoelidae
Opecoelidae är en familj av plattmaskar. Enligt Catalogue of Life ingår Opecoelidae i ordningen Plagiorchiida, klassen sugmaskar, fylumet plattmaskar och riket djur, men enligt Dyntaxa är tillhörigheten istället klassen Neodermata, fylumet plattmaskar och riket djur. Enligt Catalogue of Life omfattar familjen Opecoelidae 82 arter. 

## Dottertaxa till Opecoelidae, i alfabetisk ordning[1][2]
- Alloanomalotrema
- Allopodocotyle
- Allostenoperca
- Anomalotrema
- Apertile
- Apopodocotyle
- Cainocreadium
- Crowcrocaecum
- Dactylostomum
- Decemtestis
- Eurycreadium
- Genitocotyle
- Hamacreadium
- Helicometra
- Helicometrina
- Manteriella
- Neohelicometra
- Neonotoporus
- Neopecoelus
- Neopodocotyloides
- Nezpercella
- Nicolla
- Opecoelina
- Opecoeloides
- Opecoelus
- Opegaster
- Opercoelus
- Ozaki
- Pellamyzon
- Plagioporus
- Podocotyle
- Pseudopecoeloides
- Pseudopecoelus
- Stenoperca